# Eyalato de Raqa
El eyalato de Raqa o Urfa (en turco otomano: ایالت رقه; Eyālet-i Raqqa‎: ایالت رقه; Eyādejado-i Raqqa) fue un eyalato del imperio otomano. Su área en el siglo XIX alcanzaba los 62 320 km².
El eyalato fue creado en 1586 a partir de territorio anteriormente perteneciente al eyalato de Diyarbarkir. En el siglo XVI, la ciudad de Raqa aparece en los registros otomanos un puesto de aduanas en el Éufrates. Aun así, la capital de este eyalato y sede del valí no fue Raqa sino ar-Ruha, aproximadamente 200 kilómetros al norte de la misma.

## Divisiones administrativas
El eyalato se dividía en el siglo XVII en las siguientes subdivisiones:
1. Sanjacado de Jemasa
2. Sanjacado de Jarpud (Harput)
3. Sanjacado de Deir Rahba
4. Sanjacado de Beni Rebia
5. Sanjacado de Saruj
6. Sanjacado de Harrán
7. Sanjacado de Rika (Raqa)
8. Sanjacado de Ana ve Hit (Anah & Hit en Al-Anbar)
9. Sanjacado de Roha o Urfa, capital